# اروکسی‌دین
اروکسی‌دین (به انگلیسی: Oroxindin) با فرمول شیمیایی C۲۲H۲۰O۱۱ یک ترکیب شیمیایی با شناسه پاب‌کم ۳۰۸۴۹۶۱ است. که جرم مولی آن ۴۶۰٫۳۸۸ g/mol می‌باشد. 